# Van Amersfoort Racing
Van Amersfoort Racing (сокращённо VAR) — нидерландская автогоночная команда, основанная в 1975 году Фрицем ван Амерсфортом. В сезоне 2024 года команда выступает в Формуле-2, Формуле-3, Региогнальном европейском чемпионате Формулы и Итальянской Формуле-4.
Значимыми гонщиками в истории VAR являются действующие гонщики Формулы-1 Шарль Леклер и Макс Ферстаппен, а также другие гонщики, такие как Мик Шумахер и Йос Ферстаппен.

## Региональный европейский чемпионат Формулы
После того, как Van Amersfoort Racing оказалась лишь одной из трёх команд, зарегистрировавшихся для участия в Формуле European Masters, серия, призванная заменить чемпионат Европы Формулы-3, была отменена в кратчайшие сроки. Вместо этого команда приняла участие в Региональном европейском чемпионате Формулы. Первая гонка чемпионата на трассе Поль Рикар стала также первой гонкой Софии Флёрш после аварии на Гран-при Макао 2018 года. Помимо Флёрш, в сезоне 2019 года в серии участвовали Александр Бардинон и Дэн Тиктум.

## Открытый чемпионат Евроформулы
Помимо участия в Региональном европейском чемпионате Формулы, Van Amersfoort Racing также приняла участие в Открытом чемпионате Евроформулы в сезоне 2020 года. Для этого команда будет использовать уже имеющееся у неё шасси Dallara F317. Однако для удовлетворения требований необходимо установить модернизацию нового шасси Dallara 320, оснащенного Halo. В ходе тестов команда подтвердила, что по-прежнему заинтересована в участии в чемпионатах Формулы-3.

## Формула-4
За команду Van Amersfoort Racing выступали одни и те же пилоты в ADAC Формуле-4 и в Итальянской Формуле-4 в сезоне 2019 года.
В сезоне 2019 года Деннис Хаугер смог выиграть гонку за команду во время этапа Формулы-1 на Хоккенхаймринге, но ближе к концу гонки столкнулся со своим товарищем по команде Никласом Круттеном. Хаугер стал вторым в личном зачёте в сезоне 2019 года, вторым в чемпионате в ADAC Формуле-4, а в командном зачёте Van Amersfoort Racing заняла второе место после команды US Racing — CHRS.
Тем временем в Итальянской Формуле-4 Деннис Хаугер стал чемпионом, а Van Amersfoort Racing смогла завоевать титул в командном зачёте, опередив команду Prema Powerteam.
В сезоне 2020 года Van Amersfoort Racing выступала как в Итальянской Формуле-4, так и в ADAC Формуле-4 вместе с двумя гонщиками молодёжной программы Red Bull Junior Team Джонни Эдгаром и Джеком Кроуфордом.